# 새턴 로켓

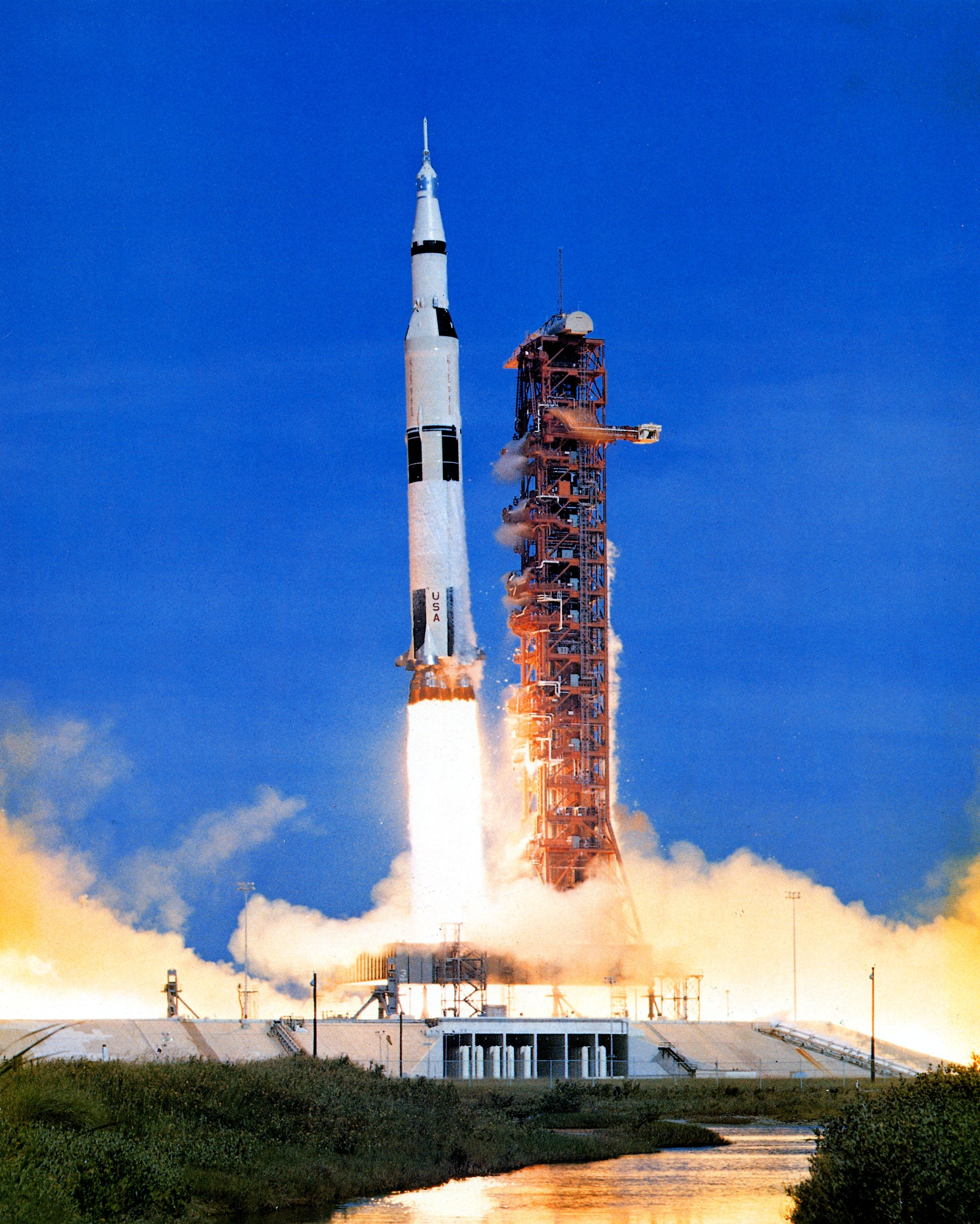
새턴 V형 - 아폴로 15호

새턴(Saturn) 시리즈는 무거운 화물을 지구 궤도와 그 바깥으로 나르기 위해 개발된 로켓이다. 아폴로 계획을 위한 발사체로 선택되었다. 새턴 IB와 새턴 V가 가장 중요하게 쓰였다. 새턴이란, 그리스 신화에서 제우스의 아버지인 크로노스(Cronos)를 말한다.

## 개발

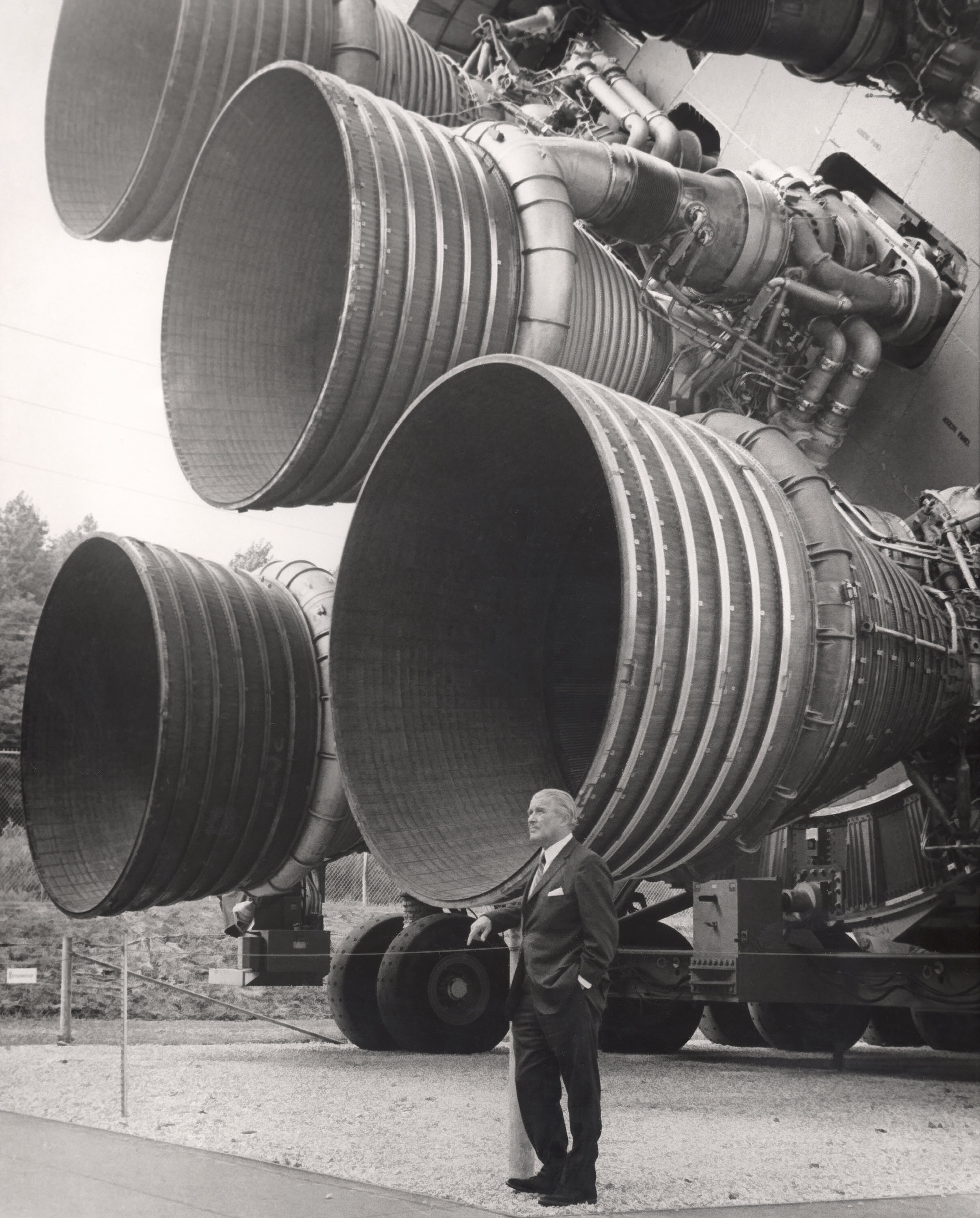
새턴 V형의 1단계 앞에 서 있는 베르너 폰 브라운

새턴 로켓의 원래 설계는 베르너 폰 브라운의 1957년 구상에서 시작되었다. 브라운은 추력 6.7 MN을 갖는 대형 추친체 개발의 필요성을 담고 있는 제안을 미국 국방부에 제출하였다. 이 추진력은 10톤에서 20톤의 하중을 지구 궤도에 올릴 수 있고, 3톤에서 6톤의 하중을 태양계의 다른 곳에 보내는 능력이다. 이듬해 고등 연구 계획국(ARPA)는 이 제안을 승인하였고 계획명을 "주노 V형"(군사용으로 쓰이던 주피터-C형과 주피터 IRBM의 민간용 변형인 "주노 I형"과 "주노 II형"의 연장선)이라 명명하였다.
두 가지 접근 방법이 고려되었다. 첫째는 여러 엔진을 결합하여 6.7 MN의 힘을 얻는 것이고, 두 번째는 단일 엔진으로 이제까지의 한계를 뛰어넘는 것이었다. 두 수단 모두가 폰 브라운의 연구팀에 의해 연구되었다.
가장 실용적인 방법은 기존의 로켓을 연결한 다단계 엔진을 만드는 것이었고, 지상 실험으로 그 가능성을 증명했다. 폰 브라운은 8개의 레드스톤 미사일을 주피터 미사일과 묶는 설계를 제안하였다. 이 9개의 로켓은 토르 로켓과 주피터 미사일에 쓰이는 S-3D 엔진에 맞춰졌다. S-3D 엔진의 제작사인 로켓다인 사와 이 엔진의 추력을 670 kN에서 840 kN으로 개선하는 계약을 체결하였다. 이 새 엔진은 H-1 엔진으로 이름붙여졌다.
같은 시기에, 로켓다인 사는 H-1 엔진 묶음을 이용한 단일 엔진인 F-1 엔진을 설계하였다.
1959년, 폰 브라운은 이 추진체의 이름을 "주피터"(목성)에서 한 단계 나아간 "새턴"(토성)으로 바꾸자고 제안했고 ARPA는 이를 승인했다. 그와 함께 군사적으로는 바로 응용할 수 없는 이 강력한 추진체 계획을 새로 만들어진 NASA로 이관했다. 이때 폰 브라운의 팀은 상위 단을 설계하는 데 노력을 쏟고 있었다.

## 같이 보기
- 아폴로 계획